# ARA Guaraní (R-7)
El ARA Guaraní (R-7) fue un buque de salvamento de la Armada Argentina. Fue originalmente el LT-817 del Ejército de los Estados Unidos construido durante la Segunda Guerra Mundial. Fue comprado por Argentina en 1946.
En octubre de 1958 sufrió un accidente, naufragó y desapareció junto con toda su tripulación de 38 personas, en aguas del archipiélago de Tierra del Fuego próximas al estrecho de Le Maire, durante un temporal violento.

## Historia
El Guaraní fue construido originalmente en 1945 por la armada de los Estados Unidos como un remolcador LT 817 en el astillero de Marietta Manufacturing en el río Ohio en Point Pleasant, Virginia Occidental. En 1946 fue vendido a la Argentina por 139.000 dólares estadounidenses, junto con el ARA Charrúa y se registró con el número R-7.
A su llegada es clasificado como remolcador y durante diez años operó en socorrer a distintos buques en emergencia, entre ellos el transporte Patagonia en 1948, el mercante Montreal en 1951, el Río Santa Cruz en 1952 y la búsqueda infructuosa del Lucho IV en 1952. En 1954 se lo reclasifica como Buque de Salvamento y es asignado a la Base Naval Ushuaia.
En los primeros días de mayo de 1958, la nave tuvo un papel activo en el incidente del islote Snipe, una disputa entre Chile y Argentina alrededor de este islote en el canal Beagle. La tripulación del Guaraní desmanteló un faro chileno y lo arrojó en el mar. Los marinos argentinos desembarcaron y construyeron otra baliza con una torre metálica tipo mecano de unos cinco metros de altura en la parte más alta del islote.

### Accidente y desaparición

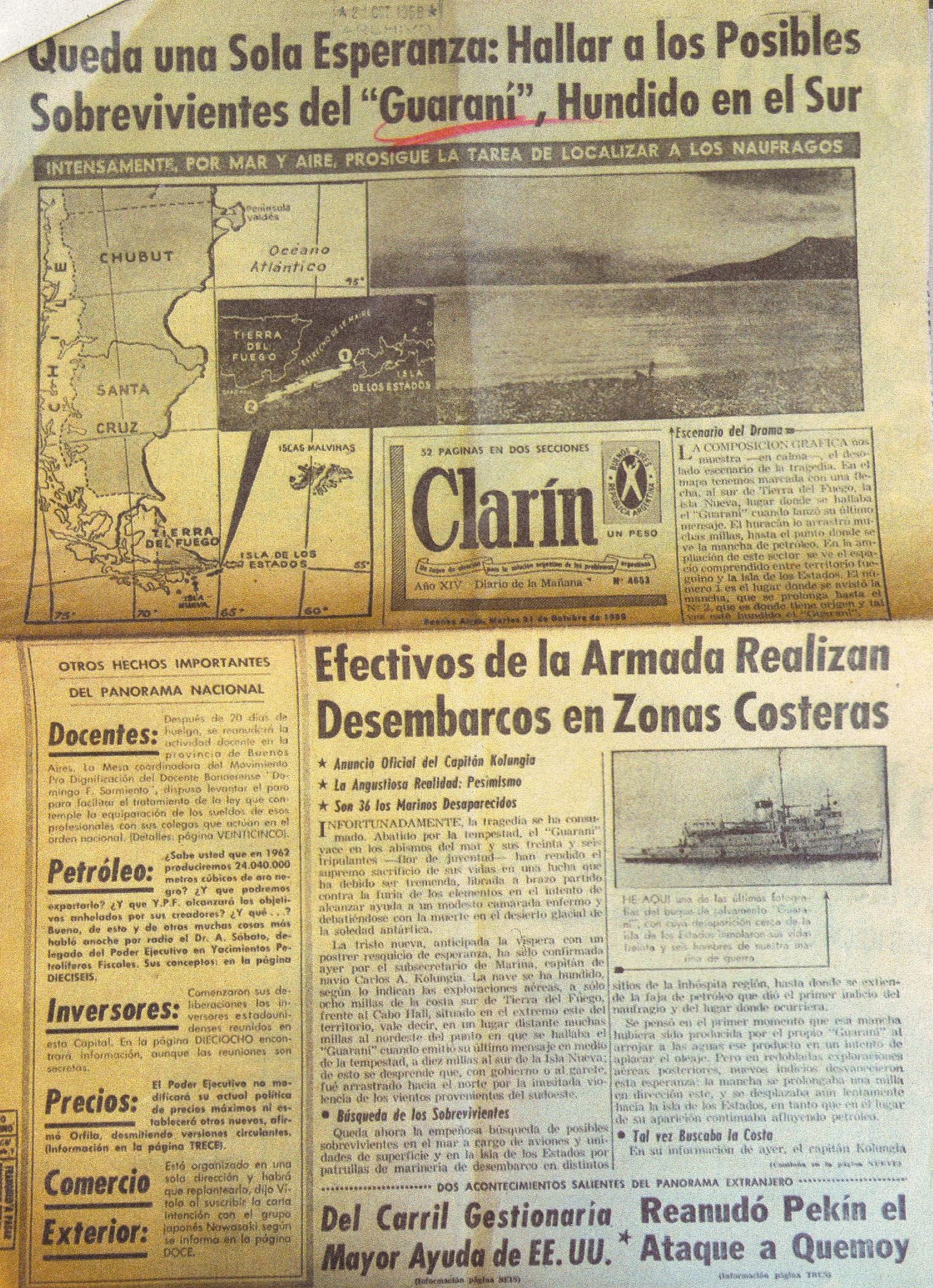
Publicación del diario Clarín sobre la búsqueda del Guaraní.

En octubre de 1958, siendo su comandante el Capitán de Corbeta Gerardo Zaratiegui, un cabo segundo del Destacamento Naval Melchior de la Antártida Argentina sufrió un ataque de apendicitis aguda. Para ser intervenido quirúrgicamente se solicitó plasma y medicamentos y para ello se envió un avión Douglas DC-4 de la Aviación Naval desde Río Grande.
Para prestar apoyo logístico y meteorológico desde el pasaje de Drake se designa al Guaraní. Su tripulación se conformó con personal del buque de la base naval de Ushuaia, zarpando hacia el sur el 14 de octubre. Al día siguiente se realiza el vuelo exitosamente. El Guaraní atravesó ese día un fuerte temporal, a diez millas al suroeste de Isla Nueva. La tripulación informó que buscó refugio en dicha isla para reparar una avería en una tapa escotilla, por la cual embarca agua en popa y en máquinas. Una comunicación posterior, truncada, fue el último vestigio del buque que se ubicaba a siete millas al sur del cabo Hall.

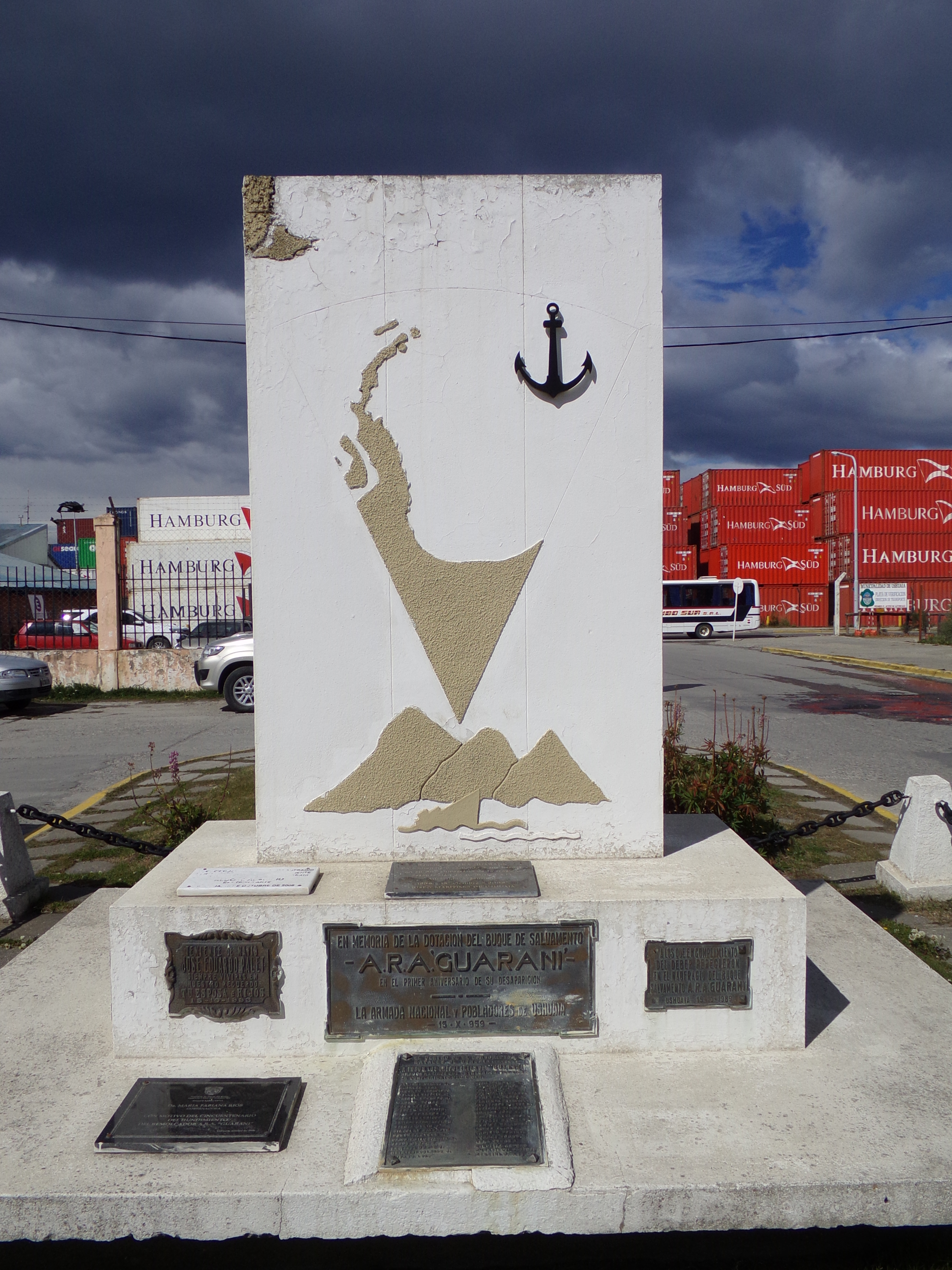
Monumento al ARA Guaraní en Ushuaia.

Al perderse todo contacto con el buque se dispone su búsqueda. Primero se realizó con el avión DC-4 que volvió a la base Melchior, uniéndose de inmediato otro DC-4. El destructor ARA San Luis zarpó el 15 de octubre desde la Base Naval de Puerto Belgrano y lo mismo hace el buque de salvamento ARA Diaguita desde Mar del Plata. El destructor ARA Cervantes partió desde la misma ciudad al día siguiente. Posteriormente se unió un avión Avro Lincoln de la Aeronáutica Argentina, una máquina de Aerolíneas Argentinas y las fragatas de la Armada de Chile Covadonga e Iquique.
Patrullas terrestres también colaboran en la búsqueda, pese al temporal que se desarrollaba. Días más tarde uno de los aviones descubre una gran mancha de aceite, repitiéndose luego el hallazgo en otra zona. Ambas manchas se encontraban a 220 y a ocho millas, respectivamente, del cabo Buen Suceso. Posteriormente se llevaron patrullas para tratar de localizar posibles náufragos, repitiéndose la operación en las zonas de Punta Cuchillo, Bahía Franklin, Bahía Valentín y Puerto Español, siempre con resultados negativos. El 27 de octubre se dio por finalizada la búsqueda y se declaró al buque como perdido.

## Homenajes

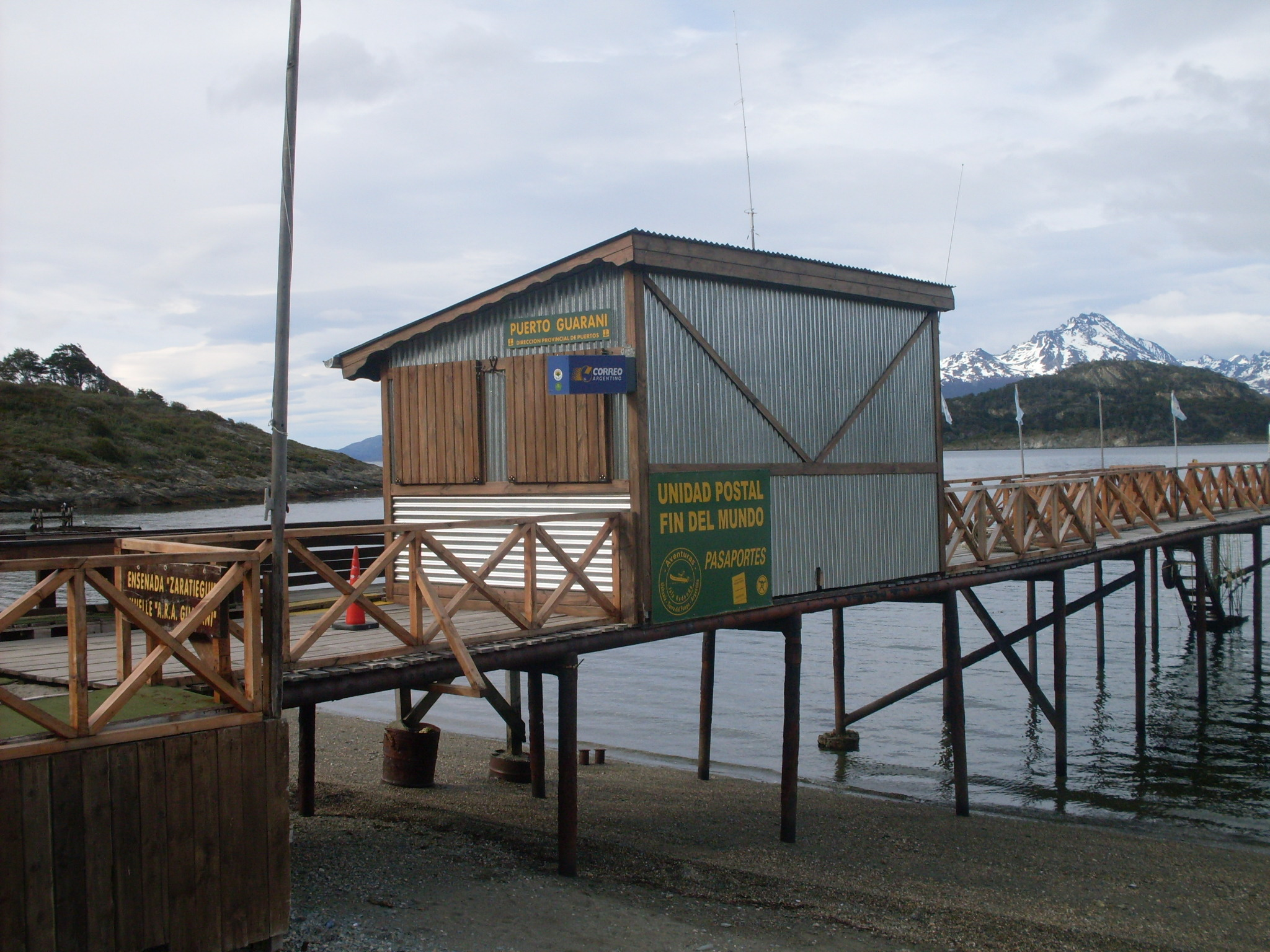
Oficina Postal «Puerto Guaraní».

Por resolución del Secretario de Estado de Marina del 12 de enero de 1959 (B.N.P. 62/919) todo buque de la Armada Argentina que pasara por el Cabo Buen Suceso, a una distancia 6,5 millas y una vez por viaje, debía rendir honores, formando la tripulación en cubierta y tocando el trompa "oración", o en su defecto, con pito marinero. Esta disposición caducó cinco años después de la desaparición del buque, el 15 de octubre de 1963.
La bahía Ensenada Zaratiegui, dentro del parque nacional Tierra del Fuego, honra el nombre del capitán Zaratiegui, quien fuera el último comandante del remolcador Guaraní. El muelle de esa misma bahía, junto a su oficina postal, lleva el nombre del barco.